# هات‌هد گیمز
هات‌هِد گیمز (انگلیسی: Hothead Games) یک استودیو توسعه دهنده مستقل بازی ویدیوئی کانادایی است که در ونکوور، بریتیش کلمبیا و کانادا مستقر است. این استودیو در سال ۲۰۰۶ توسط استیو بوکسکا، ولاد سرالدی و جوئل دی یانگ تأسیس شد که هر سه در گذشته در رادیکال اینترتینمنت استخدام شده بودند. با این حال، بوکسکا دوباره در سال ۲۰۰۷ شرکت را ترک کرد. در ۱۰ مارس ۲۰۰۹، یان ویلکینسون، که از زمان تأسیس آن در ۱۹۹۱ تا ۲۰۰۸ رئیس و مدیر اجرایی رادیکال اینترتیمنت بود، به جای کرالدی، رئیس و مدیر اجرایی هات هد گیمز شد. به نوبه خود، کرالدی مدیر توسعه بازی استودیو شد، در حالی که دی‌یانگ از سمت مدیر عامل خود به مدیر فناوری بازی منتقل شد.

## بازی های طراحی شده
| Year | Title                                                                         | پلتفرم(s)                                            | ناشر(s)            |
| ---- | ----------------------------------------------------------------------------- | ---------------------------------------------------- | ------------------ |
| ٢٠٠٨ | Penny Arcade Adventures: On the Rain-Slick Precipice of Darkness, Episode One | مک‌اواس, مایکروسافت ویندوز, پلی‌استیشن ٣, ایکس‌باکس ٣۶٠ | هات هد گیمز        |
| ٢٠٠٨ | Penny Arcade Adventures: On the Rain-Slick Precipice of Darkness, Episode Two | مک‌اواس, مایکروسافت ویندوز, پلی‌استیشن ٣, ایکس‌باکس ٣۶٠ | هات هد گیمز        |
| ٢٠١٠ | دث اسپانک                                                                     | مک‌اواس, مایکروسافت ویندوز, پلی‌استیشن ٣, ایکس‌باکس ٣۶٠ | الکترونیک آرت      |
| ٢٠١٠ | DeathSpank: Thongs of Virtue                                                  | مک‌اواس, مایکروسافت ویندوز, پلی‌استیشن ٣, ایکس‌باکس ٣۶٠ | الکترونیک آرت      |
| ٢٠١١ | سوآرم                                                                         | پلی‌استیشن ٣ , ایکس‌باکس ٣۶٠                           | ایگنیشن اینترتیمنت |
| ٢٠١١ | The Baconing                                                                  | مک‌اواس, مایکروسافت ویندوز, پلی‌استیشن ٣, ٣۶٠ ایکس‌باکس | هات هد گیمز        |
| ٢٠١١ | سی استارز                                                                     | اندروید, ای‌او‌اس                                      | هات هد گیمز        |
| ٢٠١٢ | برد بزرگ ساکر                                                                 | اندروید, ای‌او‌اس                                      | هات هد گیمز        |
| ٢٠١٢ | برد بزرگ هاکی                                                                 | اندروید, ای‌او‌اس                                      | هات هد گیمز        |
| ٢٠١٢ | برد بزرگ بیس‌بال                                                               | اندروید, ای‌او‌اس                                      | هات هد گیمز        |
| ٢٠١٢ | برد بزرگ بسکتبال                                                              | اندروید, ای‌او‌اس                                      | هات هد گیمز        |
| ٢٠١٣ | Rivals at War                                                                 | اندروید, ای‌او‌اس                                      | هات هد گیمز        |
| ٢٠١٣ | Rivals at War: ٢٠٨۴                                                           | اندروید, ای‌او‌اس                                      | هات هد گیمز        |
| ٢٠١٣ | برد بزرگ مسابقه رانندگی                                                       | اندروید, ای‌او‌اس                                      | هات هد گیمز        |
| ٢٠١۴ | Rivals at War: Firefight                                                      | اندروید, ای‌او‌اس                                      | هات هد گیمز        |
| ٢٠١۴ | کیل شات                                                                       | اندروید, ای‌او‌اس                                      | هات هد گیمز        |
| ٢٠١۵ | برد بزرگ فوتبال ٢٠١۶                                                          | اندروید, ای‌او‌اس                                      | هات هد گیمز        |
| ٢٠١۵ | بوم بوم فوتبال                                                                | اندروید, ای‌او‌اس                                      | هات هد گیمز        |
| ٢٠١۵ | کیل شات براوو                                                                 | اندروید, ای‌او‌اس                                      | هات هد گیمز        |
| ٢٠١۶ | بوم بوم ساکر                                                                  | اندروید, ای‌او‌اس                                      | هات هد گیمز        |
| ٢٠١٧ | "کیل شات ویروس "                                                              |                                                      |                    |
| ٢٠١٧ | مایتی بتلز                                                                    |                                                      |                    |
| ٢٠١٨ | شکارچیان قهرمان                                                               | اندروید, ای‌او‌اس                                      |                    |